# All-Star Game de la NBA 1989
El 39.º All-Star Game de la NBA de la historia se disputó el día 12 de febrero de 1989 en el Astrodome de Houston, Texas, ante 44.735 espectadores, récord de asistencia en un All-Star. El equipo de la Conferencia Este estuvo dirigido por Lenny Wilkens, entrenador de Cleveland Cavaliers y el de la Conferencia Oeste por Pat Riley, de Los Angeles Lakers.
La victoria correspondió al equipo del Oeste por 143-134. Fue elegido MVP del All-Star Game de la NBA el ala-pívot de los Utah Jazz Karl Malone, que lideró al equipo del Oeste consiguiendo 28 puntos, 9 rebotes y 3 asistencias junto con su compañero de equipo John Stockton, que sustituyendo al lesionado Magic Johnson dirigió a su equipo a la perfección, consiguiendo 11 puntos, 5 robos y 17 asistencias, 9 de ellas en un mismo cuarto, récord de este tipo de partidos.
Por parte del Este destacó una vez más Michael Jordan, que anotó 28 puntos, mientras que en el Oeste Dale Ellis consiguió 27. Kareem Abdul-Jabbar jugó su decimoctavo y último All-Star de su carrera, gracias a que ocupó la plaza dejada por su compañero Magic.
Se disputaron también el sábado anterior el Concurso de triples y el de mates. En el primero, en su tercera edición, resultó ganador el base de los Sonics Dale Ellis, finalista el año anterior, que ganó en la final a Craig Hodges por 19-15. En el concurso de mates, el ganador fue Kenny "Sky" Walker, de New York Knicks, que derrotó a un Clyde Drexler que falló sus tres intentos en la final.

## Estadísticas

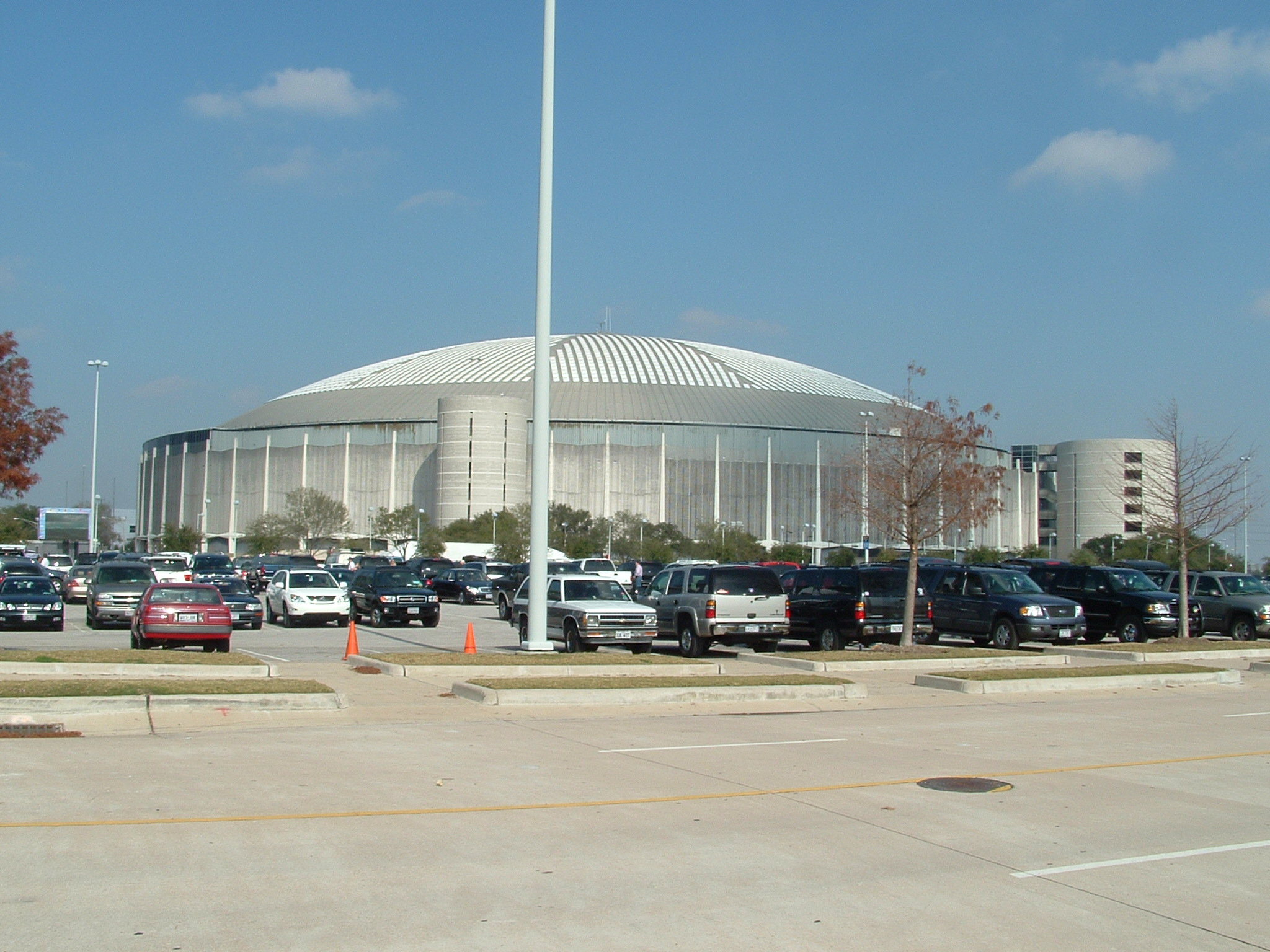
El Astrodome de Houston, sede del All-Star de 1989.

### Conferencia Oeste
| CONFERENCIA OESTE   |              |                                        |                                        |                                        |                                        |                                        |                                        |                                        |                                        |
| Jugador             | Equipo       | MIN                                    | TCA                                    | TCI                                    | TLA                                    | TLI                                    | REB                                    | AST                                    | PTS                                    |
| Alex English        | Denver       | 29                                     | 8                                      | 13                                     | 0                                      | 0                                      | 3                                      | 4                                      | 16                                     |
| Karl Malone         | Utah         | 26                                     | 12                                     | 17                                     | 4                                      | 6                                      | 9                                      | 3                                      | 28                                     |
| Hakeem Olajuwon     | Houston      | 25                                     | 5                                      | 12                                     | 2                                      | 3                                      | 7                                      | 3                                      | 12                                     |
| Dale Ellis          | Seattle      | 26                                     | 12                                     | 16                                     | 2                                      | 2                                      | 6                                      | 2                                      | 27                                     |
| John Stockton       | Utah         | 32                                     | 5                                      | 6                                      | 0                                      | 0                                      | 2                                      | 17                                     | 11                                     |
| Kareem Abdul-Jabbar | L.A. Lakers  | 13                                     | 1                                      | 6                                      | 2                                      | 2                                      | 3                                      | 0                                      | 4                                      |
| Clyde Drexler       | Portland     | 25                                     | 7                                      | 19                                     | 0                                      | 0                                      | 12                                     | 4                                      | 14                                     |
| Tom Chambers        | Phoenix      | 16                                     | 4                                      | 8                                      | 6                                      | 6                                      | 5                                      | 1                                      | 14                                     |
| Chris Mullin        | Golden State | 14                                     | 1                                      | 4                                      | 2                                      | 2                                      | 2                                      | 2                                      | 4                                      |
| James Worthy        | L.A. Lakers  | 18                                     | 4                                      | 7                                      | 0                                      | 0                                      | 2                                      | 2                                      | 8                                      |
| Mark Eaton          | Utah         | 9                                      | 0                                      | 0                                      | 0                                      | 0                                      | 5                                      | 0                                      | 0                                      |
| Kevin Duckworth     | Portland     | 7                                      | 2                                      | 5                                      | 1                                      | 2                                      | 1                                      | 0                                      | 5                                      |
| Magic Johnson       | L.A. Lakers  | Seleccionado, pero no jugó por lesión. | Seleccionado, pero no jugó por lesión. | Seleccionado, pero no jugó por lesión. | Seleccionado, pero no jugó por lesión. | Seleccionado, pero no jugó por lesión. | Seleccionado, pero no jugó por lesión. | Seleccionado, pero no jugó por lesión. | Seleccionado, pero no jugó por lesión. |
| Totales             |              | 240                                    | 61                                     | 113                                    | 19                                     | 23                                     | 57                                     | 38                                     | 143                                    |

MIN: Minutos. TCA: Tiros de campo anotados. TCI: Tiros de campo intentados. TLA: Tiros libres anotados. TLI: Tiros libres intentados. REB: Rebotes. AST: Asistencias. PTS: Puntos

### Conferencia Este
| CONFERENCIA ESTE  |              |     |     |     |     |     |     |     |     |
| Jugador           | Equipo       | MIN | TCA | TCI | TLA | TLI | REB | AST | PTS |
| Charles Barkley   | Philadelphia | 20  | 6   | 11  | 5   | 8   | 5   | 0   | 17  |
| Dominique Wilkins | Atlanta      | 15  | 3   | 8   | 3   | 3   | 2   | 0   | 9   |
| Moses Malone      | Atlanta      | 19  | 3   | 9   | 3   | 3   | 8   | 0   | 9   |
| Michael Jordan    | Chicago      | 33  | 13  | 23  | 2   | 4   | 2   | 3   | 28  |
| Isiah Thomas      | Detroit      | 33  | 7   | 13  | 4   | 6   | 2   | 14  | 19  |
| Patrick Ewing     | New York     | 17  | 2   | 8   | 0   | 4   | 6   | 2   | 4   |
| Terry Cummings    | Milwaukee    | 19  | 4   | 9   | 2   | 2   | 5   | 1   | 10  |
| Larry Nance       | Cleveland    | 17  | 5   | 9   | 0   | 0   | 6   | 1   | 10  |
| Mark Price        | Cleveland    | 20  | 3   | 9   | 2   | 2   | 3   | 1   | 9   |
| Mark Jackson      | New York     | 16  | 3   | 5   | 2   | 4   | 2   | 4   | 9   |
| Brad Daugherty    | Cleveland    | 15  | 0   | 3   | 0   | 0   | 3   | 0   | 0   |
| Kevin McHale      | Boston       | 16  | 5   | 7   | 0   | 0   | 3   | 0   | 10  |
| Totales           |              | 240 | 54  | 114 | 23  | 36  | 47  | 26  | 134 |

MIN: Minutos. TCA: Tiros de campo anotados. TCI: Tiros de campo intentados. TLA: Tiros libres anotados. TLI: Tiros libres intentados. REB: Rebotes. AST: Asistencias. PTS: Puntos

## Sábado

### Concurso de Triples
- Gerald Henderson (Philadelphia 76ers)
- Reggie Miller (Indiana Pacers)
- Michael Adams (Denver Nuggets)
- Derek Harper (Dallas Mavericks)
- Jon Sundvold (Miami Heat)
- Rimas Kurtinaitis (Lituania) -invitado-
- Danny Ainge (Boston Celtics)
- Dale Ellis (Seattle Supersonics)
- Craig Hodges (Milwaukee Bucks)
  - Vencedor: Dale Ellis

### Concurso de Mates
| Jugador                       | 1ª ronda         | Semifinales      | Final                  |
| ----------------------------- | ---------------- | ---------------- | ---------------------- |
| Kenny "Sky" Walker (New York) | 91.3 (42.5+48.8) | 96.4 (46.9+49.5) | 148.1 (48.9+49.6+49.6) |
| Clyde Drexler (Portland)      | 93.7 (46.6+47.1) | 95.0 (47.3+47.7) | 49.5 (24.5+25.0+ 0.0a) |
| Spud Webb (Atlanta)           | 94.5 (46.8+47.7) | 91.8 (47.8+44.0) |                        |
| Shelton Jones (Philadelphia)  | 89.5 (44.1+45.4) | 90.6 (45.7+44.9) |                        |
| Tim Perry (Phoenix)           | 89.4 (44.4+45.0) |                  |                        |
| Jerome Kersey (Portland)      | 88.9 (44.9+44.0) |                  |                        |
| Ron Harper (Cleveland)        | 88.5 (41.7+46.8) |                  |                        |
| Chris Morris (New Jersey)     | 83.2 (41.1+42.1) |                  |                        |

a Drexler no intentó su último mate, ya que no podía alcanzar la victoria.